# Nawanshehr
Nawanshehr ou Nawan Shehr est une ville située dans la province de Khyber Pakhtunkhwa au Pakistan. Deuxième plus grande ville du district d'Abbottabad, la ville se trouve à seulement quelques kilomètres à l'est de son chef-lieu, Abbottabad.
La population de la ville a été multipliée par plus de deux entre 1972 et 2017 selon les recensements officiels, passant de 13 644 habitants à 35 737. Entre 1998 et 2017, la croissance annuelle moyenne s'affiche à 3,1 %, bien supérieure à la moyenne nationale de 2,4 %.
|            | 1972 (rec.) | 1981 (rec.) | 1998 (rec.) | 2017 (rec.) |
| ---------- | ----------- | ----------- | ----------- | ----------- |
| Population | 13 644      | 14 504      | 19 871      | 35 737      |